# Бархударян, Владимир Бахшиевич
Владимир Бахшиевич Бархударян (арм. Վլադիմիր Բարխուդարյան; 22 сентября 1927, село Ахкерпи, Марнеульский район, Грузинская ССР — 23 марта 2017, Ереван, Армения) — советский, армянский историк, доктор исторических наук (1968), профессор (1973), заслуженный деятель науки Республики Армения (2003); общественный деятель.

## Биография
В 1950 г. окончил Ереванский государственный университет. В 1955—1958 гг. работал младшим научным сотрудником Государственного музея истории Армении.
С 1958 г. работал в Институте истории АН Армянской ССР: младшим научным сотрудником, учёным секретарём (1959—1963), старшим научным сотрудником (1963—1967), заместителем директора института (1967—1990). С 1990 г. — заведующий отделом.
Одновременно с 1975 года преподавал в Ереванском государственном университете.

### Семья
Сын — Левон, министр финансов Армении (1993—1997, 1999—2000).

## Научная деятельность
В 1954 г. защитил кандидатскую, в 1968 г. — докторскую диссертации.
В 1986 г. избран членом-корреспондентом АН Армянской ССР. С 1990 г. — член президиума, академик-секретарь Академии наук Армении. В 1994 г. избран действительным членом Национальной Академии наук Республики Армения.
В 2000—2006 гг. — вице-президент, академик-секретарь Отделения гуманитарных наук НАН Армении, с 2006 г. — вице-президент, академик-секретарь Отделения арменоведения, гуманитарных и социальных наук НАН Армении.
С 2011 г. — советник Президиума НАН РА.
С 2003 г. — председатель специализированного совета «История Армении».
С 1998 г. состоял членом Международной академии наук о природе и обществе. Почётный доктор, член Учёного совета Российско-Армянского (Славянского) государственного университета.
Основные направления исследований — история армянских колоний, армяно-русские отношения, армянская историография. Автор более 100 научных работ, в том числе школьных учебников по истории армянского народа.

### Избранные труды
- Бархударян В. Б. История Ново-Нахичеванской армянской колонии (1779-1861 гг.). — Ереван: Изд-во Ан Арм. ССР, 1967. — 498 с. — (текст на арм. яз.; резюме на рус. яз.). — 2000 экз.
- Бархударян В. Б. История Ново-Нахичеванской армянской колонии (1779—1861 гг.) : Автореф. дис. … д-ра ист. наук. — Ереван, 1968. — 54 с.
- Бархударян В. Б. Феодальное землевладение в Армении в IX—XI веках : Автореф. дис. … канд. ист. наук. — Ереван, 1954. — 18 с. — 150 экз.

## Награды
- орден Святого Месропа Маштоца
- орден «Знак Почёта»
- заслуженный деятель науки Республики Армения (2003)
- орден Св. Саака — Св. Маштоца Первопрестольного Св. Эчмиадзина
- золотая медаль Министерства образования и науки РА
- медаль Венгерской Академии наук
- медаль имени Альберта Швейцера «За гуманизм и служение народу»